# Rudnea, Kostopil
Rudnea (în ucraineană Рудня) este un sat în comuna Malîi Mîdsk din raionul Kostopil, regiunea Rivne, Ucraina.

## Demografie
Componența lingvistică a localității Rudnea
     Ucraineană (99,45%)
     Alte limbi (0,56%)
Conform recensământului din 2001, majoritatea populației localității Rudnea era vorbitoare de ucraineană (99,45%), existând în minoritate și vorbitori de alte limbi.